# Вінона (Нью-Джерсі)
Вінона (англ. Wenonah) — місто (англ. borough) в США, в окрузі Глостер штату Нью-Джерсі. Населення — 2283 особи (2020).

## Географія
Вінона розташована за координатами 39°47′26″ пн. ш. 75°8′53″ зх. д. / 39.79056° пн. ш. 75.14806° зх. д. (39.790560, -75.148161).  За даними Бюро перепису населення США в 2010 році місто мало площу 2,55 км², з яких 2,52 км² — суходіл та 0,03 км² — водойми.

## Демографія
Згідно з переписом 2010 року, у селищі мешкало 2278 осіб у 829 домогосподарствах у складі 649 родин. Було 860 помешкань
Расовий склад населення:
| - 96,3 % — білих - 1,1 % — азіатів - 0,9 % — чорних або афроамериканців - 0,1 % — корінних американців |

До двох чи більше рас належало 1,4 %. Частка іспаномовних становила 1,4 % від усіх жителів.
За віковим діапазоном населення розподілялося таким чином: 25,1 % — особи молодші 18 років, 62,2 % — особи у віці 18—64 років, 12,7 % — особи у віці 65 років та старші. Медіана віку мешканця становила 42,6 року. На 100 осіб жіночої статі у селищі припадало 103,4 чоловіків;  на 100 жінок у віці від 18 років та старших — 98,0 чоловіків також старших 18 років.
Середній дохід на одне домашнє господарство  становив 120 026 доларів США (медіана — 104 375), а середній дохід на одну сім'ю — 133 373 долари (медіана — 113 125). Медіана доходів становила 87 109 доларів для чоловіків та 75 000 доларів для жінок. За межею бідності перебувало 2,6 % осіб, у тому числі 2,7 % дітей у віці до 18 років та 0,0 % осіб у віці 65 років та старших.
Цивільне працевлаштоване населення становило 1152 особи. Основні галузі зайнятості: освіта, охорона здоров'я та соціальна допомога — 30,4 %, науковці, спеціалісти, менеджери — 16,6 %, роздрібна торгівля — 11,5 %, фінанси, страхування та нерухомість — 9,1 %.